# Palárikovo
Palárikovo (węg. Tótmegyer, do roku 1948 Slovenský Meder) – wieś (obec) w południowo-zachodniej Słowacji w kraju nitrzańskim, w powiecie Nowe Zamki.

## Położenie
Leży na terenie Niziny Naddunajskiej, 88 km na południowy wschód od Bratysławy i 13 km na północny zachód od Nowych Zamków

## Historia
Badania archeologiczne wykazały, że tereny wsi były zamieszkane prawie nieprzerwanie od neolitu do średniowiecza. Szczególnie liczne są znaleziska celtyckie z okresu kultury lateńskiej.
Pierwsza pisemna wzmianka o miejscowości pochodzi z roku 1248. Jej rozwój został zahamowany w latach 1308–1321 podczas konfliktu między węgierskim możnowładcą Matuszem Czakiem a królem Węgier Karolem Robertem. Później wchodziła w skład majątków Ścibora ze Ściborzyc, a następnie jego syna Ścibora Ściborowica. Wieś ucierpiała ponownie w roku 1430, kiedy dwukrotnie przeciągnęły przez nią wojska husyckie. Po śmierci Ściborowica król Zygmunt Luksemburski darował ją za wierną służbę Michałowi Orsághowi.
W okresie ekspansji Imperium Osmańskiego wieś od 1559 r. była kilkakrotnie spustoszona przez Turków tak dokładnie, że w 1617 r. była wspominana jako Puszta Megyer. W ostatnim dziesięcioleciu XVII w. należała do rodu von Kaunitz z Moraw i wtedy (w latach 1690–1694) została ponownie zasiedlona osadnikami słowackimi i morawskimi oraz odbudowana.
Pod koniec XIX w. ośrodek popularyzowania się idei socjalistycznych wśród chłopstwa. W 1890 r. miała tu miejsce jedna z pierwszych na ówczesnych Węgrzech manifestacji pierwszomajowych, w której wzięło udział ok. 3 tys. chłopów z okolicznych wsi.

## Części wsi
Čiky, Ľudovítov, Jur, Žofia i Drahy

## Struktura narodowościowa mieszkańców
- Słowacy – 96,70%
- Węgrzy – 2,13%
- Czesi – 0,69%
- Ukraińcy – 0,04%
- Niemcy – 0,02%
- i inni

## Nazwa miejscowości
- 1248 Meger
- 1773 Megyer
- 1808 Tót-Megyer
- 1863–1913 Tótmegyer,
- 1920–1938 Slovenský Meder,
- 1938–1945 Tótmegyer,
- 1945–1948 Slovenský Meder, Tót-Megyer
- od 1948 Palárikovo (na cześć słowackiego dramaturga i publicysty Jana Palárika).

## Osoby związane z Palárikovem
W Palárikovie urodzili się:
- Karol Strmeň (1921-1995) – romanista, redaktor emigracyjnej prasy słowackiej w USA, poeta i tłumacz poezji;
- Agneša Gundová-Jergová (1926-2010) – redaktor rozgłośni Głos Ameryki, pisarka i publicystka.